# Паспорт буропідривних робіт
Паспорт буропідривних робіт — інструктивна карта, що регламентує порядок виконання вибухових робіт шпуровим методом, яка містить схему розташування шпурів, їхню кількість і діаметр, глибину та кут нахилу, найменування ВР і засобів висаджування, масу зарядів, кількість серій та послідовність їхнього висаджування, матеріал забивки та її довжину, величину радіуса зони, небезпечної за розльотом уламків, вказівки щодо місця укриття майстра-підривника і робітників на час вибуху, необхідну тривалість провітрювання вибою, розташування постів оточення.